# Богуцкий, Анджей
Анджей Богуцкий (пол. Andrzej Bogucki; 11 ноября 1904 — 29 июля 1978) — польский актёр театра, оперетты, ревю, кино, радио и телевидения, также певец.

## Биография
Анджей Богуцкий родился в Варшаве. Дебютировал в театре в 1930 году в Варшаве. Актёр театров в Варшаве и Лодзи, также оперетты, ревю и кабаре. Выступал в спектаклях «театра телевидения» в 1962—1978 годах и во многих радиопередачах «Польского радио», пел в радио и на эстраде.
Во время войны вместе с женой Яниной помогал евреям и укрывал их от преследований нацистов, в частности спас пианиста и композитора Владислава Шпильмана За это в 1978 году израильским Институтом Катастрофы и героизма «Яд ва-Шем» ему и жене было присвоено почётное звание праведника мира.
Умер в Варшаве. Похоронен на кладбище Старые Повонзки.

## Избранная фильмография
- 1917 — Тайна аллей Уяздовских / Tajemnica alei Ujazdowskich
- 1917 — Тайна отеля / Pokój nr 13
- 1933 — Его превосходительство субъект / Jego ekscelencja subiekt
- 1933 — Шпион в маске / Szpieg w masce
- 1934 — Обеты уланские / Śluby ułańskie
- 1935 — Любовные маневры / Manewry miłosne
- 1936 — Пан Твардовский / Pan Twardowski
- 1936 — Болек и Лёлек / Bolek i Lolek
- 1937 — Господин редактор безумствует / Pan redaktor szaleje
- 1937 — Недотёпа / Niedorajda
- 1938 — За несовершённые вины / Za winy niepopełnione
- 1939 — Бродяги / Włóczęgi
- 1939 — Золотая Маска / Złota maska
- 1953 — Солдат Победы / Żołnierz zwycięstwa
- 1953 — Дело, которое надо уладить / Sprawa do załatwienia
- 1956 — Необыкновенная карьера / Nikodem Dyzma
- 1968 — Ставка больше, чем жизнь / Stawka większa niż życie (только в 13-й серии)
- 1970 — Нюрнбергский эпилог / Epilog norymberski
- 1973 — Большая любовь Бальзака / Wielka miłość Balzaka (только во 2-й серии)
- 1973 — Яношик / Janosik
- 1975 — Её возвращение / Jej powrót
- 1975 — Сорокалетний / 40-latek (только в 12-й серии)
- 1977 — Кукла / Lalka (только в 3-й серии)
- 1978 — Жизнь, полная риска / Życie na gorąco (только в 7-й серии)

## Признание
- Награда Премьер-министра ПНР за радио творчество для детей (1959).
- Кавалерский крест Ордена Возрождения Польши.
- Диплом праведника мира (1978).